# Clandestine Insurgent Rebel Clown Army
Pour les articles homonymes, voir Circa (homonymie).
 (octobre 2020).

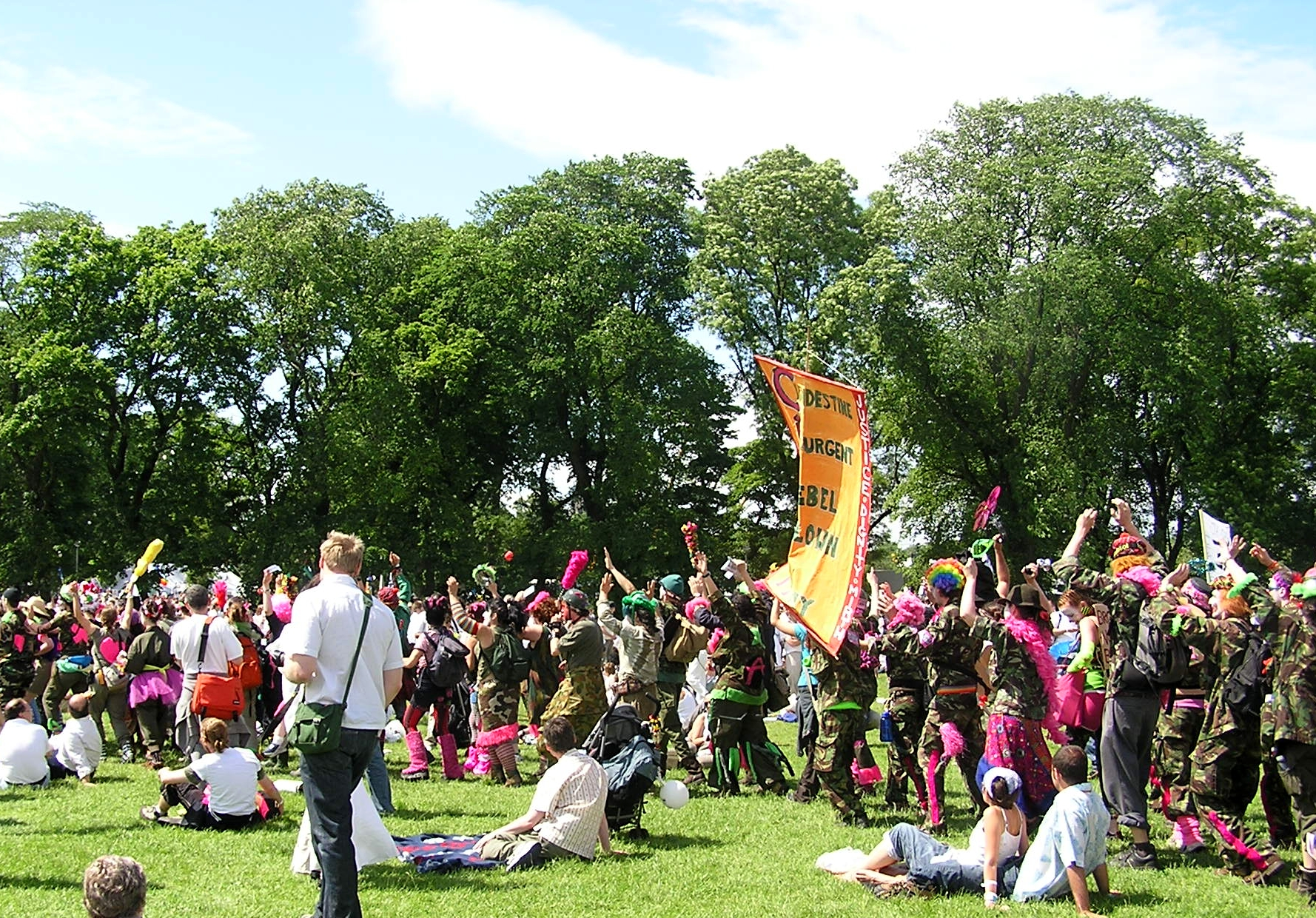
Regroupemenet de membres de la CIRCA.

La Clandestine Insurgent Rebel Clown Army (CIRCA), en français « Armée des Clowns Rebelle, Insurgée et Clandestine (l'ACRIC) », et dont l'acronyme circa veut dire en latin « à peu près, environ », est une organisation britannique et internationale, altermondialiste qui se dit composée de « fous et de rebelles, radicaux et racailles, escrocs et traîtres ». 

## Histoire
Les clowns sont et ont été soutenus par le sous-commandant Marcos lors de leur création. Leurs communiqués s'inspirent d'ailleurs des siens.
Le premier communiqué date du 13 novembre 2003, il appelait à manifester contre la venue de George W. Bush au Royaume-Uni. Ils sont profondément contre la guerre en Irak et le feront savoir par de nombreuses actions.    

## Mode opératoire
CIRCA fonctionne sans chef ni centralisation. Ils fonctionnent sous la forme de "troupeaux de clowns" qui sont des groupes affinitaires ce qui permet d'avoir une autonomie plus large. La taille suggérée est de 5 à 20 clowns. Ce type de fonctionnement permet de faire des actions sans que la police ne soit au courant et donc assure la réussite de l'action. Plusieurs troupeaux de clowns peuvent travailler ensemble dans un "essaim de clowns". 
Pendant une manifestation ou une action, les clowns parodient leurs cibles en empruntant leur langage, leur posture ou même leurs idées (en les poussant à l’extrême, l'absurde de celles-ci apparaissent au grand jour).
Ils peuvent aussi tenter toute forme d'action qui déstabiliserait la police, qui n'a pas l'habitude de se confronter à des clowns, comme se cacher dans des poubelles, se mettre à ramper ou avancer en courant et en rang comme une armée.

## Dans le monde
Pionniers de ce type de lutte, le CIRCA fait des émules dans le reste du monde.
En France, on doit aux différentes brigades de la grande armée des clowns des actions telles que la karsherisation de la mairie de Neuilly, l'incarcération du nuisible africain "Chiracus africanus" lors du dernier sommet France-Afrique[Lequel ?] et autres pique-niques champêtres dans la plus grande zone commerciale de France. D'autres groupes ont été créés dans d'autres grandes villes de France.
On a aussi pu les rencontrer lors des consultations relatives au Grenelle de l'Environnement, notamment à Annecy où ils ont mis en pratique les principes de tolérance zéro sarkoziens sur les différents participants et organisateurs.